# ハイドロプレーニング現象

ハイドロプレーニングが発生している状態の概念図

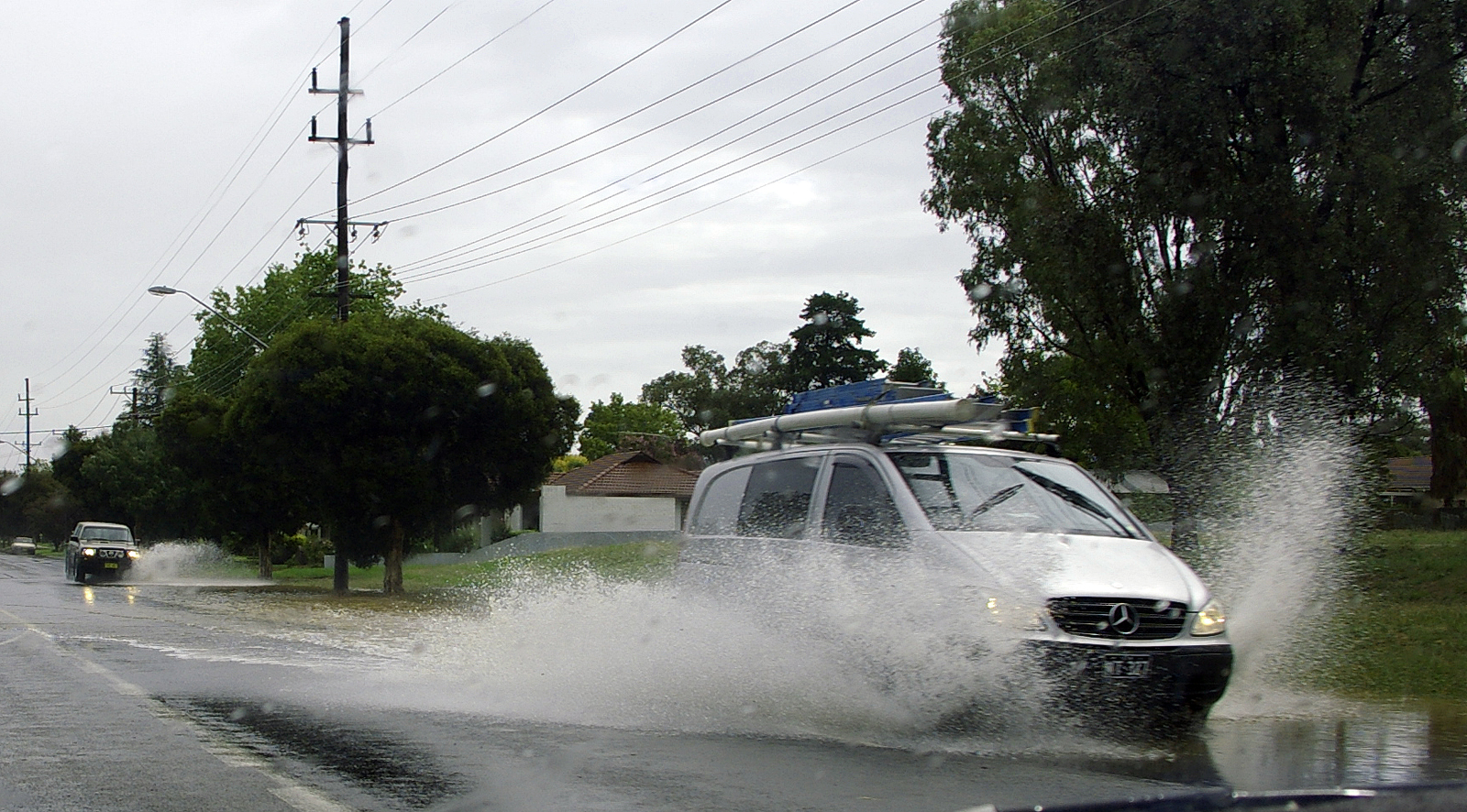
ハイドロプレーニングを発生している車両

ハイドロプレーニング現象（ハイドロプレーニングげんしょう、英: hydroplaning）、またはアクアプレーニング現象（英: aquaplaning）とは、自動車などが水の溜まった路面などを走行中に、タイヤと路面の間に水が入り込み、摩擦力が失われること。水膜現象ともいう。この状態では水が潤滑剤として作用しているため、タイヤと路面の間の水の量が減るまで、加速、操舵、制動（走る・曲がる・止まる）のすべてが制御できなくなる。
なお、パワーボート(ハイドロプレーン含む)やプレジャーボートなどでの高速走行において、船底の多くを水面上に出し、水の抵抗を軽減する走法も「ハイドロプレーニング」、または単に「プレーニング」と呼ばれる。
タイヤの溝パターンの最適化や路面の排水性能を高めた排水性舗装（透水性アスファルト舗装）の採用などにより、ハイドロプレーニング現象の抑制が可能である。

## 原因
ハイドロプレーニング現象は、路面に溜まった水の量がタイヤの排水能力を超えた場合に発生する。当該現象が発生する臨界速度は、負荷荷重とは無関係でタイヤの空気圧に依存するとする研究がある。具体的には、以下のような状況下で発生しやすい。
タイヤの磨耗
磨耗して溝が浅くなる事で、タイヤの排水性が悪くなり、タイヤと路面の間の水を排水しきれなくなる。同様の状況は溝の内部に砂や小石、雪などの異物が入り込むことでも発生する。
水量の増加
路面に溜まった水の量が多く、タイヤの溝では排水しきれなくなり、タイヤと路面の間に水が残る。
タイヤの空気圧不足
タイヤの空気圧不足からタイヤと路面の接地面積が大きくなり、接地圧が低下することでタイヤと路面の間の水を排水しきれなくなる。
スピードの出しすぎ
高速走行中に水溜りに突っ込むと、水の粘度の為にタイヤの排水能力が追いつかなくなり、タイヤと路面の間に水が残る。同じく高速走行時、離対気流や強風などの影響で発生する上向のモーメント（リフト）との相乗効果によって水溜りに乗り上げる場合もある。
タイヤ回転方向の誤装着
タイヤ（トレッドパターン）の回転方向に指定がある場合、誤って逆向きに装着すると排水が追いつかなくなる。

## 対処方法
完全にこの状態になってしまうと車のコントロールが全く利かなくなり、無理に操作するとスピンに陥りかえって危険になりかねないので運転手に出来ることはなく、この状態が解消されるまで成り行きに任せるほかは無い。
摩擦係数が極端に低い路面凍結と同じように、急な操作もスピンに陥る可能性があるため、ハンドルをきちんと保持したままアクセルペダルからゆっくり足を離し、エンジンブレーキで減速しタイヤの摩擦力が回復するまで何もしない方が良い。
なお、飛行機は着陸時に滑走路が湿っている場合、タイヤを滑走路に強く当てて着陸することで、ハイドロプレーニング現象を防いでいる。

## ハイドロプレーニング現象による事故
- 1969年1月13日、米空軍のRC-135Sがシェミア島の空軍基地に着陸時、ハイドロプレーニングによるオーバーランで機体は喪失したが乗員18名に死者は無し[8]。

- 1977年11月19日、ブリュッセル空港発マデイラ空港行きのTAP ポルトガル航空425便（ボーイング727-282Adv、CS-TBR）がマデイラ空港への着陸に失敗し、オーバーランし、乗員乗客164人中131人が死亡した。事故当時、空港周辺は悪天候に見まわれており、ハイドロプレーニング現象が発生した。

- 2006年10月10日、ソラ空港発モルデ行きのアトランティック・エアウェイズ670便（BAe146-200A、OY-CRG）が経由地であるストード空港（英語版）への着陸時に滑走路をオーバーランし、崖下に転落し、乗員乗客16人中4人が死亡した。着陸の際に、スポイラーが故障したため乗員が緊急ブレーキを起動したが、それによってアンチスキッドが解除され、ハイドロプレーニング現象が発生した。
- 2014年10月5日、F1世界選手権日本グランプリの終盤で、大雨の中ジュール・ビアンキのマシンにハイドロプレーニング現象が発生し制御不能になり、エイドリアン・スーティルのマシンの撤去作業中だった重機に潜り込むように衝突した。三重県立総合医療センターに運ばれ緊急手術が行われたが、9か月後の2015年7月17日に昏睡状態のまま死亡した。[9][10][要出典]

- 2019年5月3日、リーワード・ポイント飛行場発ジャクソンビル海軍航空基地行きのマイアミ・エア・インターナショナル（英語版）293便（ボーイング737-81Q）が着陸時に滑走路をオーバーランし、セントジョンズ川に着水した。滑走路に溝が掘られていなかったためハイドロプレーニング現象が発生した。